# 马克·米德勒
马克·彼得罗维奇·米德勒（俄语：Марк Петрович Мидлер，1931年9月24日—2012年5月31日），苏联男子击剑运动员。他曾获得1960年和1964年夏季奥运会击剑比赛男子花剑团体金牌。退役后，他成为国家队教练。